# استاد بلدية خان يونس
ملعب خان يونس البلدي، هو ملعب رياضي أنشئ في بلدة خانيونس في قطاع غزة عام 1952 في فترة الإدارة المصرية لقطاع غزة، وسمي آنذاك باسم الرئيس جمال عبد الناصر، وهو يعتبر أول ملعب أنشئ في مدينة خانيونس. يبلغ طوله المائة متر وعرضه 70 مترا،ويتسع لـ5000 متفرج. وقد عُشّب الملعب عام 2004، وأعيد تأهيله وفرشه بالعشب الصناعي في عام 2018، وزوّد بالإنارة ليكون جاهزاً لإستقبال المباريات ليلاً. يتبع الملعب اليوم لوزارة الشباب والرياضة، وتتدرب فيه أندية شباب وخدمات خانيونس، والأمل الرياضي.